# Yeavering (parish)
Yeavering var en civil parish 1866–1955 när det uppgick i Kirknewton, i grevskapet Northumberland i England. Civil parish var belägen 8 km från Ford och hade 2 invånare år 1951. Den inkluderade inte byn Yeavering.